# Филдс, Тони
Тони Филдс II (англ. Tony Fields II; 18 июня 1999, Лас-Вегас, Невада) — профессиональный американский футболист, выступающий на позиции лайнбекера в клубе НФЛ «Кливленд Браунс». На студенческом уровне играл за команды Аризонского университета и университета Западной Виргинии. На драфте НФЛ 2021 года был выбран в пятом раунде.

## Биография
Тони Филдс родился 18 июня 1999 года в Лас-Вегасе. Один из двух детей в семье. Учился в старшей школе Дезерт-Пайнс, выступал в составе её футбольной команды на позициях лайнбекера и принимающего, был капитаном. В выпускной год был включён в состав сборной звёзд штата Невада. В 2017 году поступил в Аризонский университет.

### Любительская карьера
В сезоне 2017 года Филдс дебютировал в футбольном турнире NCAA. Он сыграл в стартовом составе команды в тринадцати матчах и стал её лидером, сделав 104 захвата. По итогам года ESPN и портал 247Sports включили его в состав сборной новичков сезона. В 2018 году Филдс провёл двенадцать игр с 89 захватами. В сезоне 2019 года он сыграл в двенадцати матчах. В последующее межсезонье он окончил университет, после чего перевёлся в университет Западной Виргинии.
В сокращённом из-за пандемии COVID-19 сезоне 2020 года Филдс сыграл в девяти матчах. По среднему количеству захватов за игру он стал лучшим в конференции Big 12, по результатам голосования тренеров и опроса агентства Associated Press его включили в состав сборной звёзд Big 12. В январе 2021 года его пригласили на матч всех звёзд выпускников колледжей. В марте 2021 года Филдс принял участие в съезде скаутов клубов НФЛ.

#### Статистика выступлений в NCAA
| Сезон | Команда                  | Игры | Захваты | Захваты | Захваты | Захваты | Захваты | Перехваты | Перехваты | Перехваты | Перехваты | Перехваты | Фамблы | Фамблы | Фамблы | Фамблы |
| Сезон | Команда                  | Игры | Solo    | Ast     | Tot     | Loss    | Sk      | Int       | Yds       | Y/R       | TD        | PD        | FR     | Yds    | TD     | FF     |
| ----- | ------------------------ | ---- | ------- | ------- | ------- | ------- | ------- | --------- | --------- | --------- | --------- | --------- | ------ | ------ | ------ | ------ |
| 2017  | Аризона Уайлдкэтс        | 13   | 65      | 39      | 104     | 7,5     | 5,0     | 1         | 3         | 3,0       | 0         | 1         | 0      | 0      | 0      | 0      |
| 2018  | Аризона Уайлдкэтс        | 12   | 58      | 31      | 89      | 4,5     | 2,0     | 0         | 0         | 0,0       | 0         | 0         | 0      | 0      | 0      | 0      |
| 2019  | Аризона Уайлдкэтс        | 12   | 58      | 36      | 94      | 5,0     | 1,5     | 1         | 14        | 14,0      | 0         | 3         | 0      | 0      | 0      | 1      |
| 2020  | Вест Виргиния Маунтинирс | 9    | 34      | 54      | 88      | 4,0     | 1,0     | 1         | 22        | 22,0      | 0         | 2         | 0      | 0      | 0      | 0      |
| Всего | Всего                    | 46   | 215     | 160     | 375     | 21,0    | 9,5     | 3         | 39        | 13,0      | 0         | 6         | 0      | 0      | 0      | 1      |

### Профессиональная карьера
Перед драфтом НФЛ 2021 года издание Bleacher Report прогнозировало Филдсу выбор в шестом раунде. К сильным сторонам Филдса относили его работоспособность, умение сыграть в роли эдж-рашера, агрессивность. Среди недостатков назывались нехватка подвижности и долгое время реакции на происходящее на поле.
Филдс был задрафтован «Кливлендом» в пятом раунде под общим 153-м номером. В мае 2021 года он подписал с клубом четырёхлетний контракт. В своём дебютном сезоне он принял участие в десяти матчах регулярного чемпионата, выходя на поле в составе специальных команд «Браунс». В чемпионате 2022 года Филдс сыграл во всех семнадцати матчах команды, последние шесть начав в стартовом составе. В игре против «Хьюстон Тексанс» он перехватил бросок квотербека Кайла Аллена и занёс первый в карьере тачдаун.

#### Статистика выступлений в НФЛ

##### Регулярный чемпионат
| Сезон | Команда         | Игры | Захваты | Захваты | Захваты | Захваты | Захваты | Перехваты | Перехваты | Перехваты | Перехваты | Перехваты | Фамблы | Фамблы | Фамблы | Фамблы |
| Сезон | Команда         | Игры | Solo    | Ast     | Tot     | Loss    | Sk      | Int       | Yds       | Y/R       | TD        | PD        | FR     | Yds    | TD     | FF     |
| ----- | --------------- | ---- | ------- | ------- | ------- | ------- | ------- | --------- | --------- | --------- | --------- | --------- | ------ | ------ | ------ | ------ |
| 2021  | Кливленд Браунс | 10   | 2       | 2       | 4       | 0       | 0,0     | 0         | 0         | 0,0       | 0         | 0         | 0      | 0      | 0      | 0      |
| 2022  | Кливленд Браунс | 17   | 29      | 19      | 48      | 1       | 0,0     | 1         | 16        | 16,0      | 1         | 1         | 1      | 1      | 0      | 1      |
| Всего | Всего           | 27   | 31      | 21      | 52      | 1       | 0,0     | 1         | 16        | 16,0      | 1         | 1         | 1      | 1      | 0      | 1      |